# Emotionally Scarred
Emotionally Scarred è un singolo del rapper statunitense Lil Baby pubblicato il 15 aprile 2020.

## Video musicale
Il video musicale è stato pubblicato sul canale ufficiale del rapper.

## Tracce
1. Emotionally Scarred – 3:18